# Зіна (апостол від 70)
Зіна (англ. Zenas the lawyer, буквальний переклад — Зенас-законник) — апостол від сімдесяти. Пам'ять в Православній церкві здійснюється 27 вересня і 4 січня (соборна пам'ять апостолів від 70-ти), а в Католицькій церкві 14 квітня.
Учень і співробітник апостола Павла, який згадується в його посланні до Тита 
| Зіну законника і Аполлоса подбай відправити так, щоб у них ні в чому не було недоліку (Тит. 3:13) |
Завдяки словам Павла апостол отримав своє прізвисько «Зіна-законник». Згадка його імені в посланні до Тита свідчить, що Зіна проповідував разом з ним на Криті.
Згідно із складеним пізніше житієм, Зіна був єпископом Лоду (давня назва Діосполіс).